# Edwin Hawkins

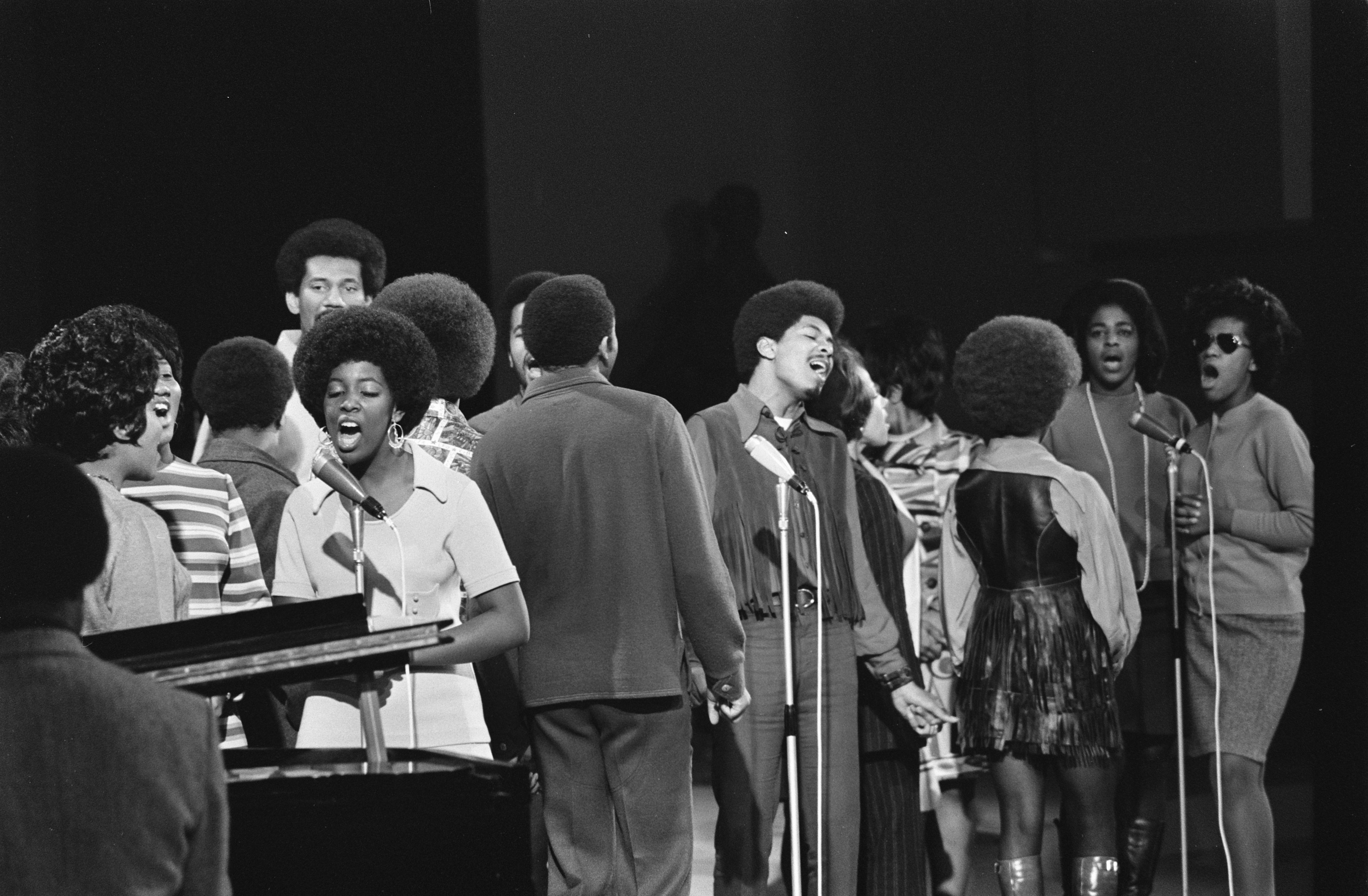
Edwin Hawkins Singers (1970)

Edwin Hawkins, född 18 augusti 1943 i Oakland, Kalifornien, död 15 januari 2018 i Pleasanton, Kalifornien, var en amerikansk gospel- och R&B-musiker. Han är mest känd för gospelsången "Oh Happy Day", som han spelade in med Edwin Hawkins Singers 1967.
Han belönades med fyra Grammy Awards under sin karriär.